# غلا (اسم)
غلا هو اسم علم مؤنث من أصل عربي، ومعناه هو من النصر، والإعانة على العدو، والمناصرة، والنصر، والغلبة، والفوز.

## الأصل اللغوي
غلا أصله من الغلاء والذي يعني ارتفاع الثمن 

## شخصيات خيالية تحمل الاسم
- غلام مينو

## وصلات خارجية
- موسوعة السلطان قابوس لأسماء العرب نسخة محفوظة 5 أبريل 2019 على موقع واي باك مشين.